# Brother Love
Brother Love è un cortometraggio muto del 1913 diretto da Wallace Reid. Prodotto dalla Flying A e distribuito dalla Mutual Film, aveva come interpreti Eugene Pallette, Edward Coxen, Lillian Christy e Chester Withey.

## Trama
I fratelli Mason, Jimmy e David, vivono nella loro capanna tra le colline. Jimmy non ci vede e desidera ardentemente le cose belle della vita. Un giorno, al villaggio, giunge uno specialista che, preso da pietà per le condizioni del giovane, promette di poterlo guarire. In città, dove si è recato per essere curato, il medico gli fornisce un paio di occhiali protettivi con la raccomandazione di tenerli addosso per un certo periodo di tempo. Jimmy, adesso, può perdersi nella meravigliosa visione di tutto ciò che lo circonda, come la vista di quella bellissima città piena di palazzi e di strade colme di vita. Conosce anche una ragazza ma questa lo lascia appena il giovane finisce i suoi soldi. Girando senza meta, Jimmy incontra alcuni portuali che, per divertirsi, gli strappano di dosso gli occhiali che lo difendono dalla luce facendolo così ricadere nuovamente nel buio della cecità. Intanto, a casa, David si preoccupa per la lunga assenza del fratello. Decide di partire per la città, alla ricerca di Jimmy. Riuscirà così a salvarlo, perché lo trova proprio mentre sta per entrare in mare. Circondato dall'affetto di David, Jimmy, ormai cieco per sempre, torna nella sua piccola casa in mezzo alle colline.

## Produzione
Il film fu prodotto dall'American Film Manufacturing Company come Flying A. Venne girato in California, a Santa Barbara.

## Distribuzione
Distribuito dalla Mutual, il film - un cortometraggio in una bobina - uscì nelle sale cinematografiche statunitensi il 13 marzo 1913 e il 7 maggio in quelle britanniche.